# 维克托·卡代
维克托·卡代（法語：Victor Cadet，1878年6月17日—1911年9月22日），法国男子游泳、水球运动员。他曾代表法国参加1900年夏季奥林匹克运动会，获得男子200米团体游泳银牌和男子水球第五名。